# Chamonix
Chamonix-Mont-Blanc or, more commonly, Chamonix (phát âm tiếng Pháp: [ʃamɔni]) là một xã trong tỉnh Haute-Savoie thuộc vùng Rhône-Alpes đông nam Pháp.